# Diachasmimorpha
Diachasmimorpha is een geslacht van insecten uit de orde vliesvleugeligen (Hymenoptera) en de familie schildwespen (Braconidae).

## Soorten
- D. aino (Watanabe, 1938)
- D. albigaster (Fischer, 1990)
- D. albobalteata (Cameron, 1912)
- D. alcatica (Fischer, 1966)
- D. ammanotus Wu, Chen & He, 2005
- D. bicolor Wu, Chen & He, 2005
- D. brevistyli (Paoli, 1934)
- D. budrysi van Achterberg, 1999
- D. carinata (Szepligeti, 1908)
- D. comaulica (Fischer, 1988)
- D. comperei Viereck, 1913
- D. curvinervis Wu, Chen & He, 2005
- D. dacusii (Cameron, 1906)
- D. dicrocarinata Wu, Chen & He, 2005
- D. feijeni van Achterberg, 1999
- D. flavifacialis Wu, Chen & He, 2005
- D. flavoflagellaris (Tobias, 1998)
- D. fullawayi (Silvestri, 1912)
- D. hageni (Fullaway, 1952)
- D. hildagensis (Fischer, 1964)
- D. hypnotica (Fischer, 1971)
- D. insignis (Granger, 1949)
- D. irkutensis (Tobias, 1998)
- D. juglandis (Muesebeck, 1961)
- D. kalgae (Tobias, 1998)
- D. kasparyani Tobias, 2000
- D. kerzhneri (Tobias, 1998)
- D. kraussii (Fullaway, 1951)
- D. longicauda (Shestakov, 1940)
- D. longicaudata (Ashmead, 1905)
- D. maai (Fischer, 1971)
- D. melathorax Wu, Chen & He, 2005
- D. mellea (Gahan, 1915)
- D. mexicana (Cameron, 1887)
- D. nigrorubra (Tobias, 1998)
- D. olgae (Tobias, 1998)
- D. paeoniae (Tobias, 1980)
- D. palleomaculata Wu, Chen & He, 2005
- D. rubronigra (Tobias, 1998)
- D. rubrosoma (Tobias, 1998)
- D. sanguinea (Ashmead, 1889)
- D. semibrunnea (Tobias, 1998)
- D. sibulana (Fischer, 1966)
- D. sinuata (Tobias, 1998)
- D. sublaevis (Wharton, 1978)
- D. suggestiva (Fischer, 1971)
- D. terebrator (Tobias, 1998)
- D. thailandica Fischer, 1999
- D. torricelliensis (Fischer, 1971)
- D. tryoni (Cameron, 1911)